# Ратмайкл
Ратмайкл (англ. Rathmichael; ирл. Ráth Michíl, «крепость Майкла») — городской район Дублина в Ирландии, находится в административном графстве Дублин (провинция Ленстер).